# 微球样菌属
微球样菌属为中村氏菌科的一个属。该属的模式种为（Microsphaera multipartita）。
微球样菌属是中村氏菌属(Nakamurella)的异名。

## 下属物种
- Microsphaera multipartita Yoshimi et al. 1996